# Henri Milne-Edwards
Henri Milne-Edwards (ur. 23 października 1800 w Brugii, zm. 28 lipca 1885 w Paryżu) – francuski lekarz i zoolog.

## Życiorys
Milne-Edwards urodził się 23 października 1800 w Brugii, należącej wówczas do I Republiki Francuskiej. Ukończył studia na Uniwersytecie Paryskim. Był uczniem Georges’a Cuviera. Od 1835 roku był członkiem Francuskiej Akademii Nauk. Od 1864 pełnił urząd dyrektora paryskiego Muzeum Historii Naturalnej. Prowadził badania i publikował prace z anatomii porównawczej, fizjologii i systematyki. Badał skorupiaki oraz pierścienice. Uhonorowany Medalem Copleya w 1856 roku. Zmarł w Paryżu 28 lipca 1885 roku.
Miał dziewięcioro dzieci, jego synem był Alphonse Milne-Edwards, także zoolog.

## Upamiętnienie w systematyce
Zoolog został upamiętniony w następujących nazwach naukowych:
- Edwardsia de Quatrefages, 1841
- Edwardsiella Andres, 1883
- Henricia J.E. Gray, 1840
- Myrianida edwardsi (de Saint-Joseph, 1887)
- Lophoura edwardsi Kölliker, 1853
- Plesiopenaeus edwardsianus (Johnson, 1867)
- Plesionika edwardsii (Brandt, 1851)
- Dynamene edwardsi (Lucas, 1849)
- Grapsicepon edwardsi Giard & Bonnier, 1888
- Glossocephalus milneedwardsi Bovallius, 1887
- Onisimus edwardsii (Krøyer, 1846)
- Diastylis edwardsi (Krøyer, 1841)
- Neoamphitrite edwardsii (de Quatrefages, 1865)
- Colpaster edwardsi (Perrier, 1882)
- Milnesium Doyère, 1840
- Jasus edwardsii (Hutton, 1875)
- Odontozona edwardsi (Bouvier, 1908)
- Milneedwardsia Bourguignat, 1877
- Boeckosimus edwardsii (Krøyer, 1846)
- Lithophyllon edwardsi (Rosseau, 1850)
- Goniastria edwardsi Chevalier, 1971
- Fedora edwardsi Jullien, 1882
- Ciona edwardsi (Roule, 1886)
- Maasella edwardsi (de Lacaze-Duthiers, 1888)
- Forskalia edwardsi Kölliker, 1853
- Costa edwardsii (Roemer, 1838)
- Colobomatus edwardsi (Richiardi, 1876)
- Salmincola edwardsi (Olsson, 1869)
- Aristaeopsis edwardsianus (Johnson, 1867)
- Sergestes edwardsii Krøyer, 1855
- Odontozona edwardsi (Bouvier, 1908)
- Alphaeus edwardsii (Audouin, 1826)
- Ebalia edwardsii Costa, 1838
- Fedora edwardsi Jullien, 1882
- Teuchopora edwardsi (Jullien, 1882)
- Calliostoma milneedwardsi Locard, 1898
- Ocinebrina edwardsii Payraudeau, 1826
- Discodoris edwardsi Vayssière, 1902
- Tergipes edwardsii Nordmann, 1844
- Sadayoshia edwardsii (Miers, 1884)
- Periclimenes edwardsi (Paulson, 1875)
- Ocenebra edwardsi Payraudeau, 1826
- Conus milneedwardsi F.P. Jousseaume, 1894
- Montipora edwardsi Bernard, 1879
- Goniastrea edwardsi Chevalier, 1971
- Pagurus edwardsi (Dana, 1852)
- Chirostylus milneedwardsi (Henderson, 1885)
- Pisoides edwardsi Bell, 1835
- Cancer edwardsi Bell, 1835
- Haploblepharus edwardsii Voigt, 1832
- Diogenes edwardsii (de Haan, 1849)
- Propithecus edwardsi (A. Grandidier, 1871)